# Pelusios seychellensis
Pelusios seychellensis là một loài rùa trong họ Pelomedusidae. Loài này được Siebenrock mô tả khoa học đầu tiên năm 1906.

## Hình ảnh

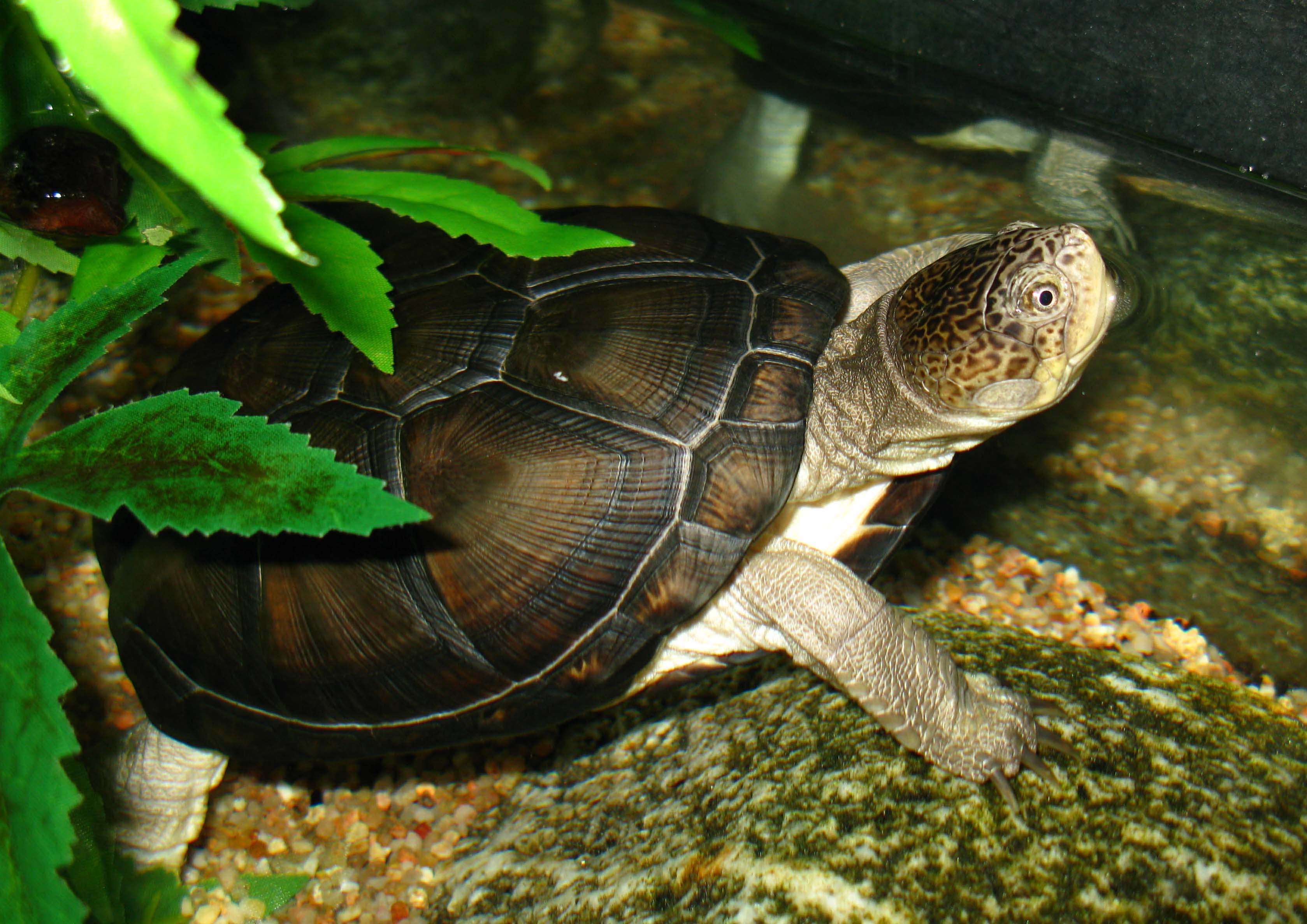
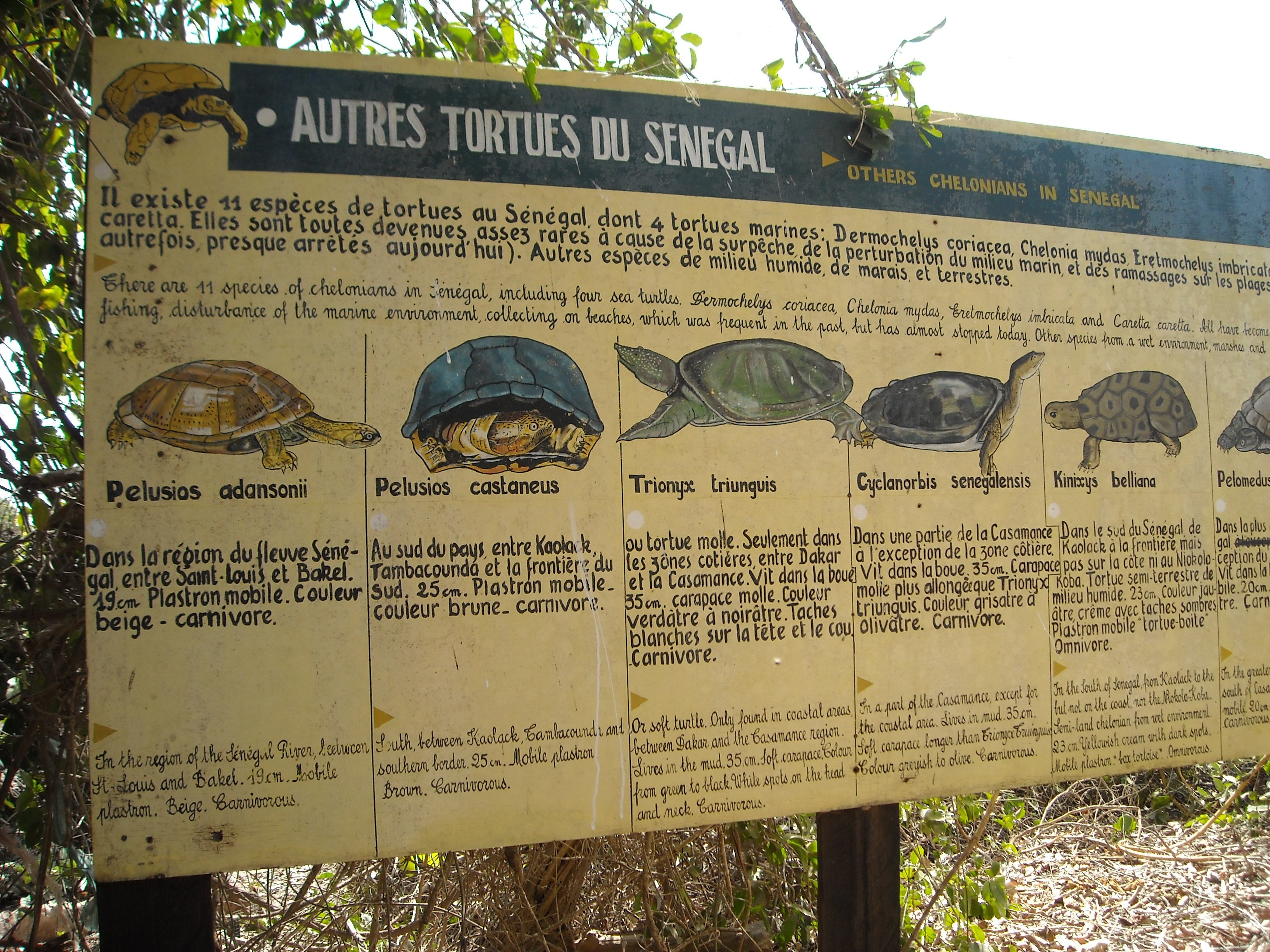
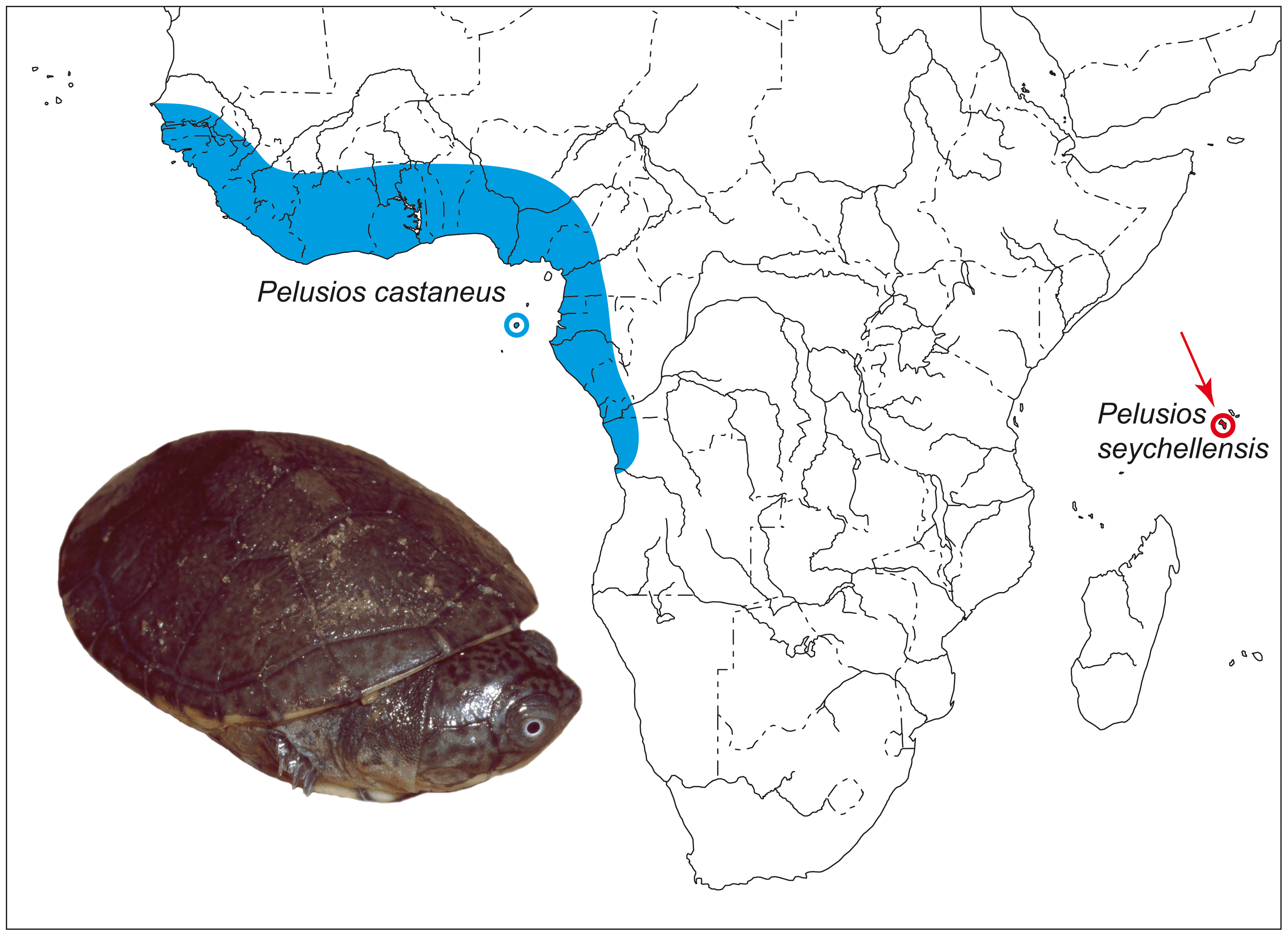
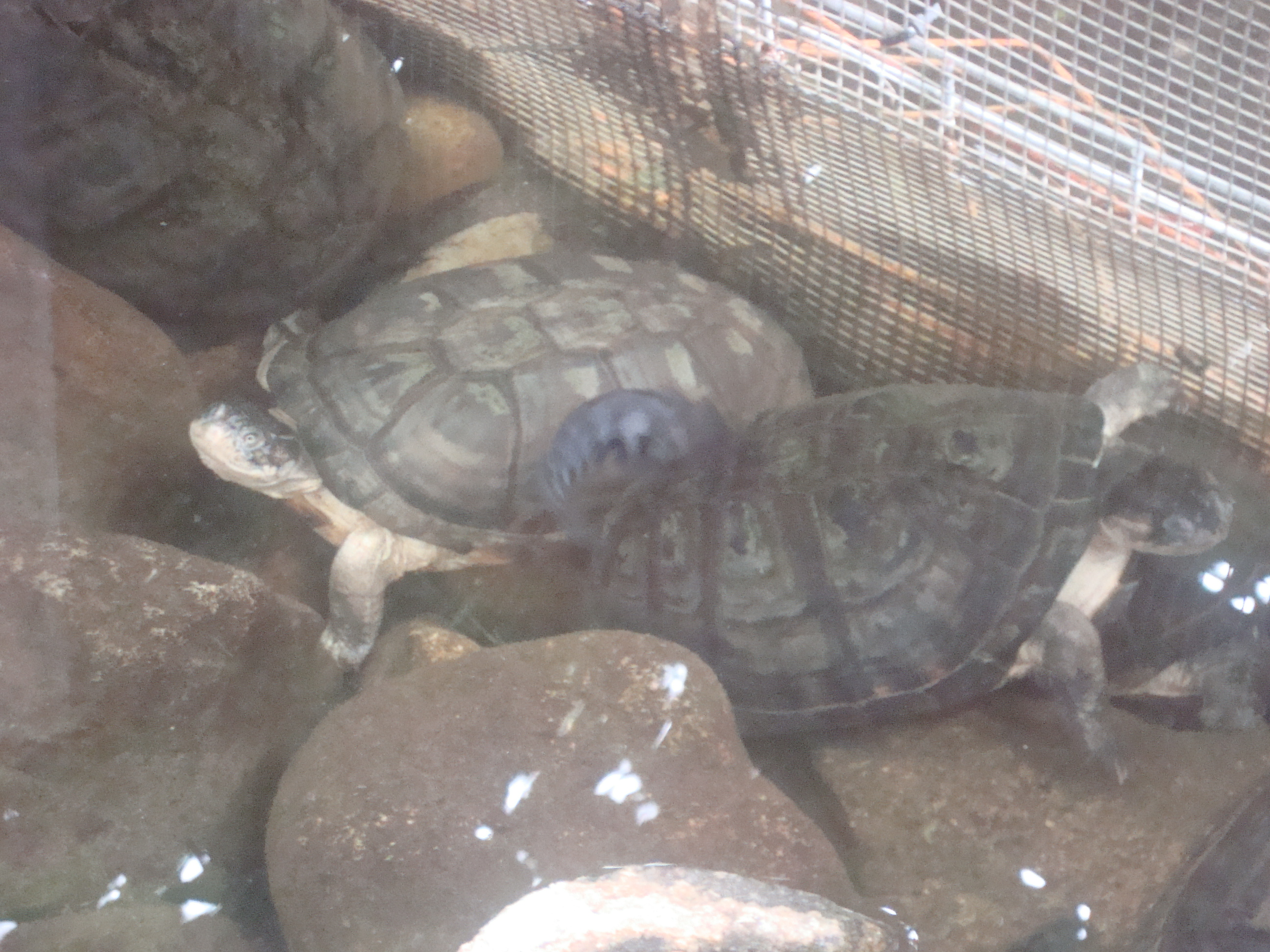